# Torre del Porto (Porto Torres)
La torre del porto, meglio nota come torre aragonese, è una torre costiera gagliarda, ossia anticamente armata con spingarde e almeno quattro cannoni e difesa da artiglieri e cinque fucilieri, situata in piazza Colombo a Porto Torres, in prossimità del porto.

## Storia
La torre fu costruita a presidio dell'abitato di Porto Torres nel 1325, per volere dell'ammiraglio aragonese Francesco Carroz, in seguito alla conquista della Sardegna. Nel corso dei secoli l'edificio fu modificato a più riprese per adeguarlo alle nuove funzioni cui fu adibito. Nel XV secolo la struttura divenne sede doganale, ma nel secolo successivo riprese le originarie funzioni difensive. Nel XVII secolo la torre funse oltre che da baluardo contro gli attacchi anche da punto di controllo delle navi sospette di peste; nel 1725 fu interessata da lavori di restauro. Nel 1851 i consiglieri civici del Comune di Sassari decisero di chiedere al Governo di fornire il porto di un faro, in modo tale da facilitare l’ingresso dei bastimenti.  Il sindaco di Sassari, Giacomo Deliperi, successivamente scrisse al deputato Niccolò Ferracciu per far porre il faro in modo tale da facilitare gli approdi notturni. In questi anni, dunque, la torre fu trasformata in faro.  
Nel 1980 l'edificio fu sottoposto a interventi di restauro conservativo, che riguardarono prevalentemente il rivestimento esterno.

## Struttura

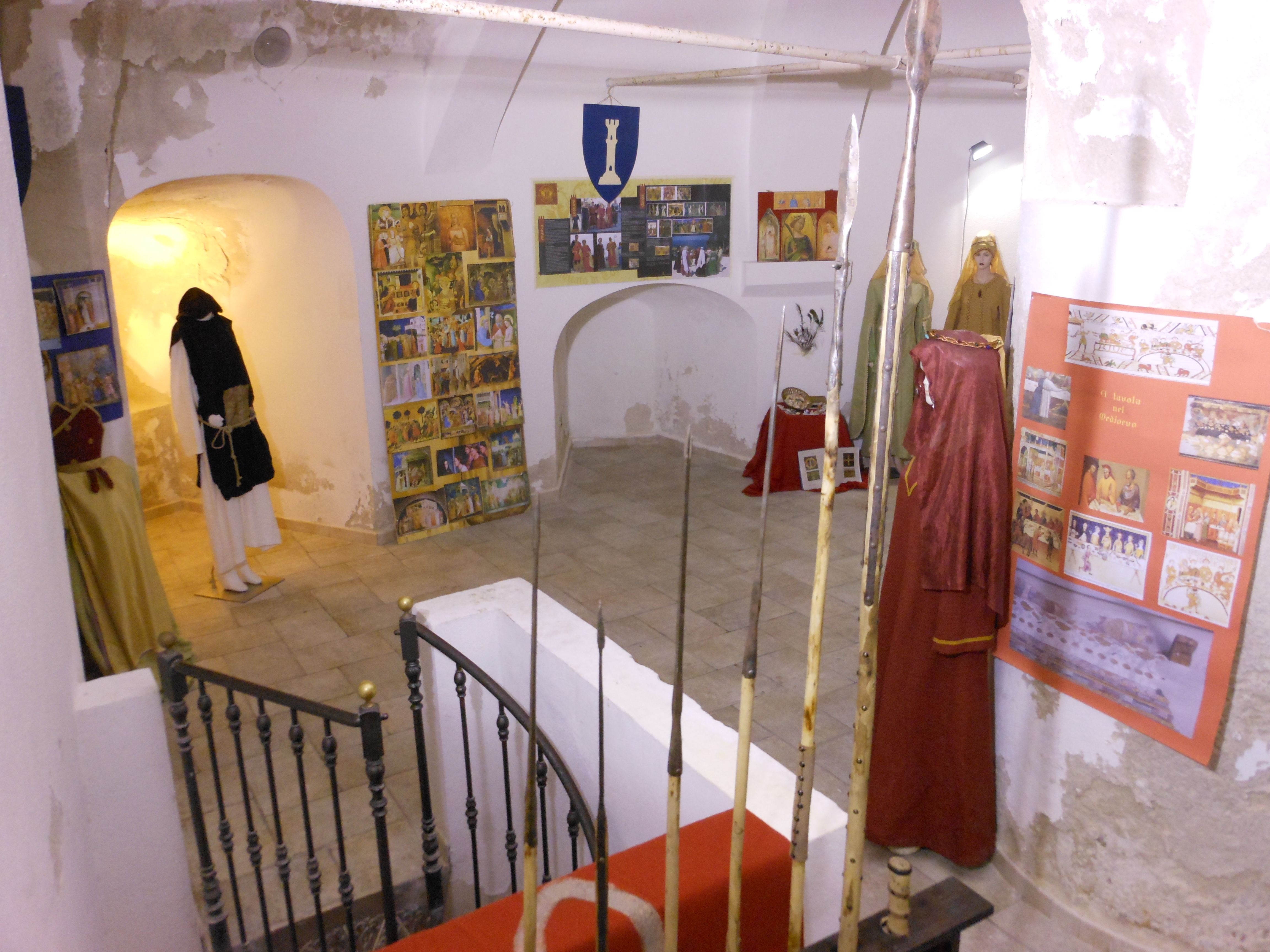
Sala del primo piano

La struttura, a differenza delle altre torri costiere della zona sviluppate su una pianta circolare, è impostata su un impianto ottagonale. L'edificio, alto 14 m, è interamente rivestito in conci regolari di pietra, intonacati per rendere le pareti sufficientemente lisce da non essere scalabili; l'accesso, collocato alla base in una posizione diversa da quella originaria, è raggiungibile attraverso una scaletta; più in alto si aprono sui vari fianchi poche piccole feritoie; in sommità il ballatoio del terrazzo aggetta su ogni lato reggendosi su mensole a gradoni in trachite intervallate da caditoie. All'interno la torre si eleva su tre livelli; il piano inferiore era in origine occupato dalla cisterna dell'acqua; al primo si trova lo spazio un tempo destinato ad abitazione, coperto da una volta a crociera costolonata cinquecentesca, retta da un pilastro centrale; in sommità è posta la terrazza, circondata da un ballatoio sopraelevato su cui si erge la garitta.